# Canal+ (Espanya)
Canal+ (pronunciat Canal Plus) va ser un canal de televisió espanyol de pagament, que va emetre de 1990 a 2016. El canal, pioner de pagament a Espanya, prenia el nom del seu homòleg francès Canal+, que compta amb més versions en altres països europeus.
Canal+ va començar les seves emissions el 8 de juny de 1990 a les 21.00 hores, a través de la llicència analògica atorgada a Sogecable (actual Prisa TV). El 31 de gener de 1997, s'estrena la plataforma de pagament Canal Satélite Digital, i alhora el canal passa a estar disponible en la televisió per satèl·lit. El 7 de novembre de 2005, cedeix el seu senyal analògic al canal generalista Cuatro, passant a estar disponible exclusivament a través de la plataforma satèl·lit Digital+. El 2010 va començar a estar disponible en altres plataformes de pagament, fins al llançament el 8 de juliol de 2015 de Movistar+, que ho emetia en exclusiva. Finalment l'1 de febrer de 2016, Canal+ va ser substituït pel nou canal generalista «#0».

## Història

### Inici d'emissions
Canal+ va néixer de la mà de Sogecable (actual Prisa TV), en obtenir aquesta una de les tres llicències per a televisió privada analògica d'àmbit nacional tretes a concurs pel Govern en 1988. Es va tractar d'una concessió especial per a les característiques del canal, que l'obligava a emetre sis hores en obert al dia, i la resta de les emissions eren codificades, exclusives per a abonats. Inicialment, la quota era de 3.000 pessetas/mes, encara que posteriorment va anar augmentant fins a 4.000 pessetes/mes, a part de les 15.000 pessetes en concepte de fiança pel descodificador.
El 8 de juny de 1990 Canal+ inicia les seves emissions en proves, i el 14 de setembre del mateix any les regulars, oferint per primera vegada televisió de pagament via terrestre a Espanya mitjançant un sistema descodificador del senyal, que s'emetia xifrada mitjançant el sistema Nagravisión.
Des del principi el canal es va caracteritzar per la seva seriositat, la seva cuidada imatge i la qualitat de la seva programació, tant la codificada com l'oberta.
La programació en obert va incloure programes d'alta popularitat com Las noticias del guiñol (caricatures humorístiques de personatges coneguts, esportistes i polítics); Primer plano (presentat per Maribel Verdú i Fernando Guillén Cuervo); Magacine; Lo + Plus (magazíne amb entrevistes i espais d'humor) o Del 40 al 1, versió televisiva del popular repàs a la ñlista de Los 40 Principales.
En codificat, cinema d'estrena totes les nits (entre elles les pel·lícules X cada nit de divendres) i les transmissions en exclusiva de futbol en directe es van traduir en un important nombre d'abonats, entre els quals cal destacar els establiments d'hostaleria que oferien amb això als seus clients la visualització dels partits. En 1995 la cadena aconsegueix el milió d'abonats.

### Inici d'emissions en digital
L'1 de setembre de 1997, es produeix una renovació de la imatge corporativa del canal, que no havia tingut modificacions des de la seva estrena en 1990. Amb l'estrena el 31 de gener de 1997 de Canal Satélite Digital, la plataforma digital de Prisa TV, passa a estar disponible en la televisió per satèl·lit i es creen dues versions del canal, «Canal+ Azul» i «Canal+ Rojo», per conformar el paquet premium de l'operador.
El 21 de juliol de 2003, es llança Digital+, la plataforma resultant de la fusió de Canal Satélite Digital i Vía Digital. Aquesta nova plataforma àmplia el paquet de canals de Canal+, amb «Canal+ ...30» (amb la mateixa programació, però mitja hora després), «Canal+ 2» (segona cadena, amb programes de la primera en diferents horaris), així com «Canal+ 16:9», pioner en l'emissions panoràmiques, fins que el seu format va anar implantant en substitució del estàndard 4:3, a la fi de 2009.

### Fi del senyal analògic terrestre
En 2005, Sogecable (Prisa TV) va sol·licitar al Ministeri d'Indústria la modificació de les condicions de la concessió de la Llei de Televisió Privada i, mitjançant l'autorització d'emissió en obert 24 hores del senyal analògic, substituir Canal+ per un canal de nova creació. Al juny de 2005, El Govern presidit per José Luis Rodríguez Zapatero va fer pública la modificació de la legislació vigent en matèria audiovisual per a autoritzar l'emissió en obert 24 hores del canal gestionat per Sogecable, després de la modificació de la llicència atorgada en 1990 i renovada en les mateixes condicions en 2000. A partir del 7 de novembre de 2005, Canal+ va passar a emetre's exclusivament a través de la plataforma de pagament Digital+, cedint el seu senyal analògic al nou canal generalista Cuatro. D'aquesta manera, Sogecable va entrar al mercat audiovisual generalista en obert junt amb Antena 3, Telecinco i La Sexta, inaugurada posteriorment, el març de 2006.

### Pioner en emissions de diversos formats
El 29 de gener de 2008, es llança Canal+ HD, el primer canal en alta definició de l'estat. Aquest canal va començar emetent continguts en alta definició dels canals del grup, per a partir de juliol d'aquest any, passar a reemitir els continguts en alta definició del propi senyal de Canal+. Quant al ràtio d'imatge, a partir del 6 de novembre de 2009, Canal+ va emetre en 16:9 permanentment. D'altra banda, el 18 de maig de 2010, es va llançar Canal+ 3D, el primer canal espanyol a emetre en aquest format i per a la visualització del qual calia el descodificador iPlus i un televisió 3D. La televisió estereoscòpica no va arribar a quallar, i va cessar les seves emissions 1 d'agost de 2015-

### Efímer pas de Canal+ 2 per la TDT Premium
El 23 d'agost de 2010, el seu segon canal Canal+ 2, canviat de nom com a «Canal+ Dos», va iniciar les seves emissions a la TDT d'Espanya. Va substituir el senyal de 40 Latino, i es tractava d'un canal de pagament de la denominada «TDT Premium», amb una programació basada en cinema, sèries, documentals i diversos continguts de Canal+, excepte els esportius. El 19 de desembre de 2011 van cessar les seves emissions en la televisió terrestre, a causa del seu reduït nombre d'abonats.

### Canvi de denominació
Amb el canvi de nom de la plataforma Digital+ a Canal+, realitzat el 17 d'octubre de 2011, els noms dels canals principals van ser modificats, per la qual cosa Canal+ va adquirir el nom de Canal+ 1 i Canal+ Dos va recuperar la seva denominació original de Canal+ 2.
Després de la compra de la plataforma Canal+ per part de Telefónica i el posterior llançament de Movistar+, plataforma resultant de la fusió amb «Movistar TV», el 8 de juliol de 2015 el canal va tornar a denominar-se Canal+.

### Fi d'emissió
L'1 de desembre de 2015, Movistar+ va anunciar el cessament de transmissions de Canal+, per a donar pas a un nou de la mateixa temàtica anomenat #0. L'1 de febrer de 2016 es va produir el cessament d'emissions del canal, després de l'emissió del documental Informe Robinson «Cuando fuimos campeones», dedicat al triomf mundialista de la selecció espanyola en la Copa del Món de Sud-àfrica 2010, campionat que Canal+ va transmetre per als seus abonats a Espanya.

## Esdeveniments esportius

### Futbol
Durant 25 anys consecutius, va transmetre en exclusiva el partit més destacat de cada jornada de Primera Divisió (entre les temporades 1990/91 i 2014/15), conegut com «el partidazo del plus». Respecte a la Segona Divisió, va emetre el millor partit de la jornada durant 20 anys (entre les temporades 1995/96 i 2014/15), en l'horari del migdia del diumenge. Va emetre a més en diverses temporades, la millor eliminatòria per ronda de la Copa del Rei de futbol.
Quant a futbol internacional, durant els anys 1990 fins a mitjan dècada del 2000, va comptar amb els drets televisius del campionat italià, anglès o argentí. A més d'aquests campionats nacionals, va ostentar entre les temporades 2003/04 i 2008/09 els drets de pagament per a Espanya de la Lliga de Campions.

### Bàsquet
Durant 20 anys consecutius, va transmetre en exclusiva els partits més destacats de la NBA (des de la temporada 1995/96 a la 2014/15) i espais relacionats com a «NBA+» o «Generación NBA». Durant quatre temporades, de 1999 a 2003, va transmetre també l'ACB.

## Canals de la marca Canal+
Amb l'estrena el 31 de gener de 1997 de Canal Satèl·lit Digital, la plataforma digital de Prisa TV, es creen les dues primeres versions del canal, «Canal+ Azul» i «Canal+ Rojo», per a conformar el paquet premium de l'operador.
El 21 de juliol de 2003, es llança Digital+, la plataforma resultant de la fusió de Canal Satélite Digital i Vía Digital. Aquesta nova plataforma àmplia el paquet de canals de Canal+, amb «Canal+ ...30» (amb la mateixa programació, però mitja hora després), «Canal+ 2» (segona cadena, amb programes de la primera en diferents horaris) i sis canals temàtics (tres canals de «Canal+ Cine» i uns altres tres de «Canal+ Deporte»), substituint «Canal+ Azul» i «Canal+ Rojo», així com «Canal+ 16:9», pioner en l'emissions panoràmiques, fins que el seu format va anar implantant en substitució del estàndard 4:3, a la fi de 2009.
L'1 de febrer de 2007, es produeix una reestructuració dels canals de la marca plus, fusionant els canals del paquet de Canal+ Cinema amb Cinemanía («Canal+ Acción», «Canal+ Comedia» i «Canal+ DCine») i els de Canal+ Deporte, que passen a «Canal+ Deportes», «Canal+ Fútbol» i «Canal+ Eventos».
El 29 d'agost de 2009, van començar les emissions de Canal+ Liga, destinat a emetre diversos partits de cada jornada (3 entre les temporades 2009/10 a 2011/12 i 8 de la 2012/13 a la 2015/16) del Campionat Nacional de Lliga de Primera Divisió, que fins a la temporada 2008/09 s'emetien en la modalitat de pagament per visió (PPV). El 16 d'agost de 2012, neix Canal+ Liga de Campeones, ddestinat a cobrir els partits de la Lliga de Campions entre les temporades 2012/13 i 2014/15.

## Presentadors
A continuació una llista amb les cares més conegudes que han passat per la cadena:
- Ana García-Siñeriz
- Fernando Schwartz
- Máximo Pradera
- Fernandisco
- Joaquín Luqui
- Marta Reyero
- Hilario Pino
- Jose Ramón Pindado
- Ramón Arangüena
- Nico Abad
- Raquel Sánchez Silva
- Antonio Muñoz de Mesa
- Jaume Figueras
- Paloma Concejero
- Frank Blanco
- Manuela Velasco
- Joaquín Ramos Marcos
- Marcos López
- Jorge Valdano
- Manu Carreño
- Juanma Castaño
- Ignacio Lewin
- Lobo Carrasco
- Josep Pedrerol
- Andrés Montes
- Cristina Teva
- Michael Robinson
- Carlos Martínez
- Javier Coronas
- Raul Cimas
- Iñaki Gabilondo
- José Antonio Ponseti
- Santiago Cañizares
- Julio Maldonado "Maldini"
- Antoni Daimiel
- David Carnicero
- Nacho Aranda
- Jon Sistiaga

## Disponibilitat en altres plataformes
El canal va estar disponible en altres plataformes de televisió des de 2010 fins al canvi de denominació i de contingut del canal en 2015:
| Operador    | Tipus | Àmbit    | Inici de les emissions | Fi de les emissions |
| ----------- | ----- | -------- | ---------------------- | ------------------- |
| Telecable   | Cable | Astúries | 4 de juny de 2010      | 8 de juliol de 2015 |
| Orange TV   | IPTV  | Nacional | 19 d'agost de 2010     | 8 de juliol de 2015 |
| ONO         | Cable | Nacional | 1 de desembre de 2010  | 20 d'abril de 2015  |
| Movistar TV | IPTV  | Nacional | 17 d'agost de 2011     | 8 de juliol de 2015 |
| Jazzbox     | Yomvi | Nacional | 24 d'octubre de 2011   | 8 de juliol de 2015 |
| Euskaltel   | Cable | Euskadi  | 1 d'agost de 2012      | 8 de juliol de 2015 |
| R           | Cable | Galícia  | 21 d'agost de 2012     | 8 de juliol de 2015 |
| Vodafone TV | Cable | Nacional | 20 d'abril de 2015     | 8 de juliol de 2015 |

## Imatge corporativa
Des que van començar les seves emissions en 1990, Canal+ compartia la imatge corporativa amb la seva homòloga francesa; la qual era una el·lipse de colors giratòria amb la paraula CANAL+ en lletres negres amb vora blanca o blanques íntegrament damunt de l'el·lipse, que estava inclinada sobre un eix a 30è aproximadament. La cortineta d'inici d'emissió era igual que la francesa del període 1984-1992, només canviant la sintonia, que va ser composta per Manolo Sanlúcar.
Les cortinetes d'inici d'espai eren l'el·lipse apareixent sobre el seu eix amb la paraula CANAL+ farcida amb interferències, igual que en la versió francesa. Fins que en 1994 van aparèixer unes noves cortinetes en els quals l'el·lipse gira sense inclinar; tornant-se en blanc i negre quan apareixia el logo corresponent a l'espai a emetre, amb un compte enrere des de 5.
En 1997, l'el·lipse va ser eliminada del logo i la seva imatge corporativa es va basar en uns quadrats de colors que canviaven de grandària i color. Aquesta tipografia es va mantenir fins a 2005, quan va passar a unes cortines de transició. Més tard, la seva imatge corporativa va passar a basar-se en cubs 3D.
L'any 2003 va rebre el Premio Nacional de Diseño en la modalitat d'empreses.
El 24 de juny de 2014 tots els canals amb la marca plus (Canal+ 1, Canal+ 2, Canal+ Series, Canal+ Deportes, etc.) van renovar el seu estil visual i la seva identitat de marca. Aquest canvi d'imatge va ser desenvolupat per l'agència «Erretrés» i consisteix fonamentalment a mostrar les idees d'alguns dels usuaris de la plataforma en relació als continguts d'aquestes cadenes, atorgant-los així major protagonisme.

### Logos

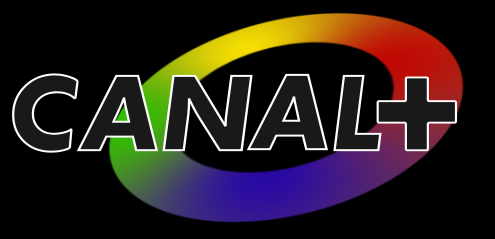
Primer logotip emprat per Canal+ Espanya des del seu naixement.
Logotip utilitzat per Canal+ Espanya des de l'1 de setembre de 1997.
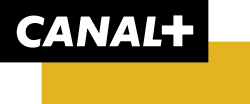
Logotip utilitzat per Canal+ Espanya entre 2005 i 2008.
Logotip utilitzat per Canal+ Espanya entre 2008 i 2011.
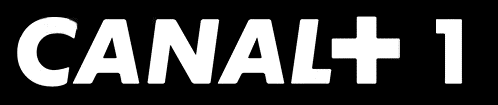
Logotip emprat des del 17 d'octubre de 2011 fins al 8 de juliol de 2015.
Logotip emprat per Movistar+ des del 8 de juliol de 2015 fins a l'1 de febrer del 2016.
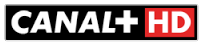
Logotip usat per al senyal en Alta Definició des de 2008 fins a 2011.